# Acción Femenina (Uruguay)
Acción Femenina fue una revista que se publicó en Montevideo entre 1917 y 1925 a cargo del Consejo Nacional de Mujeres del Uruguay.

## Historia
Acción Femenina comenzó con una publicación mensual pero rápidámente se volvió irregular en su aparición. Sus artículos se enfocan en la lucha por el sufragio femenino ya que por aquella época las mujeres aún no podían votar en Uruguay. También se ocupaba de la temática de la trata de mujeres, a la que criticaba duramente.
 

Dentro de las autoras que escribieron en la revista se encuentra la doctora Paulina Luisi. En el primer número, Luisi publicó un texto en respuesta a la decisión de la Asamblea Nacional Constituyente de 1916 que postergaba el derecho al voto para las mujeres.
«Cuando oímos, como hace pocos meses, a los hombres encargados por el pueblo de reformar la carta magna de la Nación clamar con inconsciente suficiencia que la misión de la mujer es la guardia del hogar y la procreación de los hijos; pensábamos con amargura en el hogar de las sirvientas como nosotras mujeres; pensábamos en los miles de mujeres que, a la par del hombre, pero con menos salario que él trabajan de sol a sol, en las fábricas y en los talleres; en las innumerables empleadas que de pie cruelmente obligadas a ello por un mezquino sueldo, pasan encerradas en los talleres; en otras más miseables aún que, al precio de un salario de hambre, cosen catorce y dieciséis horas para los registros; en las telefonistas, que con quince faltas en el plazo de 13 meses pierden la efectividad de su empleo y nos preguntábamos qué salvaje ironía o qué obtusa inconsciencia inspiraban las palabras de aquellos constituyentes que no tuvieron reparo en negar a la mujer el derecho a la vida ciudadana, en nombre del más sagrado de todos los deberes; pero que, a estas esclavas del hambre, squiera en nombre de la maternidad humillada, no saben proteger como legisladores, ni muchas veces saben respetar como hombres.»